# Antonio Lefebvre d'Ovidio
Antonio Lefebvre d'Ovidio, dei conti di Balsorano (Napoli, 17 gennaio 1913 – Roma, 5 febbraio 2011), è stato un giurista e marittimista italiano.

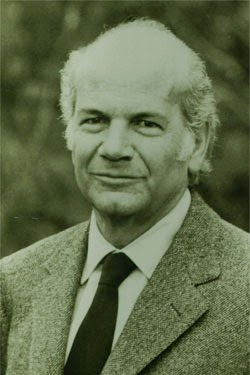
Antonio Lefèbvre D’Ovidio (1913-2011)

La sua notorietà è legata alla redazione del Codice della navigazione, alle trattative sui danni di guerra subiti dall'Italia con la requisizione di decine e decine di navi nel Sudamerica, alla fondazione di varie società armatoriali come la Sitmar, la Si.Re.Na e la Silversea Cruises (1994).Con la sua attività armatoriale ha avuto anche un ruolo nel rilancio di Fincantieri. A fine anni Settanta fu coinvolto nello scandalo Lockheed.

## Biografia
Da parte del padre, Carlo Ernesto Lefebvre dei conti di Balsorano, fu erede di un'importante dinastia imprenditoriale franco-italiana, alla quale si deve la fondazione della moderna industria cartaria nel distretto del Liri subito dopo il Decennio Francese nel Regno Borbonico, come la Compagnia Andriel, la Amministrazione della  Navigazione a Vapore del Regno delle Due Sicilie e la Fabbrica del Fibreno.  La madre, Elvira, era figlia di Francesco d'Ovidio, eminente glottologo e dantista, senatore del Regno. Antonio assunse il cognome di Lefebvre d’Ovidio.
Lefebvre si laureò in giurisprudenza (1933) e  scienze politiche (1935) presso l'Università di Bari. Divenne una figura di spicco nel panorama giuridico italiano per la sua conoscenza del diritto marittimo e commerciale. 
Nel 1938 risultò vincitore al primo concorso per una cattedra di Diritto della Navigazione, disciplina di cui divenne titolare di ruolo nelle università italiane a partire dal 1939. In seguito occupò le cattedre di diversi atenei, a cominciare ad quello di Bari e quindi di Napoli, insegnando Diritto della navigazione.  Grazie a queste credenziali venne invitato a far parte della Commissione di riforma dei codici (1939-1942), dal cui lavoro sarebbe scaturito tra gli altri il moderno Codice della Navigazione, del quale fu considerato il principale autore. 
Subito dopo la fine della seconda guerra mondiale, Antonio Lefebvre divenne consulente incaricato per la Delegazione italiana alla Conferenza della pace per i problemi della marina mercantile, settore che richiedeva ancora di essere disciplinato in base anche ai cambiamenti degli assetti internazionali. 
Collaborò anche con la Rivista del Diritto della Navigazione, fondata nel 1935 dal professor Antonio Scialoja, della quale fu direttore dal 1948 al 1972.
Nel corso dei tre decenni seguenti ha ricoperto cariche o incarichi in istituti di regolamento della navigazione italiana e internazionale, come il Comitato superiore per la navigazione interna (1955-1965) e il Consiglio superiore della marina mercantile nella quale ha ricoperto prima la carica di vicepresidente e poi di presidente (1965-1971). Negli stessi anni, e sino al suo ritiro dalla scena istituzionale italiana, è stato continuamente chiamato a far parte della Delegazione italiana alle varie Conferenze internazionali per l'unificazione del diritto del mare. Gli incarichi istituzionali di Antonio Lefebvre d'Ovidio s'interruppero quando venne chiamato in causa nella vicenda internazionale dell'affare Lockheed.
Nel corso della sua carriera fu anche avvocato, titolare di studi legali a Roma, Napoli e Genova. Fu insignito nel 1975 della medaglia d'oro al valore della scienza e della cultura. Nel 2011 ha ricevuto la direzione onoraria della ricostituita Rivista del Diritto della Navigazione. Ha avuto quattro figli: Elvira, Manfredi, Francesco e Maruzza, prematuramente scomparsa, alla quale è oggi intitolata una onlus per le cure palliative: la Fondazione Maruzza Lefebvre d'Ovidio, con sede a Roma.
Antonio Lefèbvre d'Ovidio è stato autore di numerose opere e articoli scientifici e di alcune opere di carattere sistematico ancora oggi fondamentali negli studi di Diritto di Navigazione come, principalmente, il Manuale di diritto della navigazione, steso in collaborazione con Gabriele Pescatore, la cui prima edizione risale al 1950 e che oggi, dopo numerose ristampe, è ancora a fondamento della disciplina. 
Antonio Lefebvre ha formato alcuni fra i principali esperti di Diritto della navigazione italiano, merito che gli è stato riconosciuto con la pubblicazione degli Studi in onore di Antonio Lefebvre d'Ovidio. In occasione dei cinquant'anni del diritto della navigazione (Giuffré) curato dalla professoressa Edda Turco Bulgherini nel 1995, libro che contiene contributi di tutti i principali esperti della materia.

## Attività imprenditoriali
Dopo il suo ritiro dalla scena istituzionale italiana, Lefebvre si è dedicato ad attività di consulenza e d'imprenditoria internazionale soprattutto nel campo marittimo. In particolare fu consulente dei maggiori gruppi armatoriali italiani e internazionali e assistente del gruppo Vlaslov, proprietario della società di crociere Sitmar Cruises. Antonio assistette anche alla vendita di questo gruppo nel 1988 alla P&O. Negli anni '60 costituì, con Carlo Lolli Ghetti, due società armatoriali, la Linee Marittime dell'Adriatico s.p.a. e la Si.Re.Na. s.p.a. (poi confluite nel gruppo Adriatica di Navigazione e Si.Re.Mar.). Non fu socio bensì amministratore della Sasea, con Florio Fiorini, a partire dal 1985, uscendo dalla società nel 1990, prima che venisse dichiarata fallita . Nel 2001 ha rilevato una quota del 9,6% in Acotel tramite la società off shore Medial Projects .
Agli inizi degli anni Novanta investì sull'idea di un figlio di creare una società di crociere attiva nella nicchia del lusso, la Silversea Cruises (attraverso la Eurosecurities, di proprietà di due figli). La compagnia fu inaugurata nel 1994 con una prima nave, la Silver Cloud, seguita da altre quattro sino al 2008.

## Fondazione Maruzza Lefèbvre D'Ovidio
Il 19 ottobre 1989, la figlia primogenita dei Lefèbvre, Eugenia e Antonio, Maria Desiderata detta Maruzza (1948-1989) morì in una  malattia oncologica breve ma dolorosa. La famiglia Lefèbvre destinò parte del suo patrimonio all’assistenza dei malati inguaribili e allo sviluppo delle cure palliative e terapia del dolore che, a inizi anni Novanta, non erano ancora sviluppate. 
La fondazione nel 1993 inizialmente di diritto pontificio e presieduta da Joaquín Navarro-Valls iniziò ad aiutare le associazioni presenti con questo scopo. Il 7 ottobre 1999 venne costituita al suo posto la Fondazione Maruzza Lefèbvre d’Ovidio Onlus che diverrà un punto di riferimento per le cure palliative, soprattutto rivolte ai bambini. La sua attività, nel corso degli anni, si sarebbe ampliata all’organizzazione di eventi scientifici, congressi e progetti mirati allo sviluppo delle cure palliative e della terapia del dolore. La Fondazione ha promosso anche la pubblicazione di una collana di libri dedicati alle cure palliative nei loro aspetti più pratici ma ha, soprattutto, aiutato e finanziato medici e scienziati, nel migliorare l’efficienza di pratiche e nella messa a punto di protocolli. Finanzia anche la borsa di studio post-laurea “Mauro Sentinelli” per medici pediatri e anestesisti/rianimatori e per infermieri pediatrici. 
Il 19 luglio del 2013 ha ricevuto la Medaglia al Merito della Sanità Pubblica.

## Procedimenti giudiziari
Fu coinvolto nello scandalo Lockheed, che, a seguito dell'unico processo penale celebrato da organi politici, quali il Parlamento riunito in seduta comune e la Corte Costituzionale integrata da membri del Parlamento, lo ha visto condannato nel 1979 a due anni e due mesi di reclusione e al pagamento di lire 300.000 di multa. 
Fu coinvolto anche in altri casi noti di cronaca giudiziaria, il più significativo dei quali è stato lo scandalo Enimont, relativamente al quale è stato assolto nel 2001.

## Opere principali
- Codice della Navigazione italiana (1939-1942)
- Teoria generale delle avarie comuni (1938)
- La nazionalità delle società commerciali (1939)
- La riforma legislativa nel campo della navigazione (1943)
- Istituzioni di diritto commerciale nordamericano (1945)
- Manuale di diritto della navigazione (1950, ed ediz. successive) Con Gabriele Pescatore e Leopoldo Tullio.
- Studi per il Codice di Diritto della Navigazione (1951)